# Matsudaira Sadanobu
Matsudaira Sadanobu est un nom japonais traditionnel ; le nom de famille (ou le nom d'école), Matsudaira, précède donc le prénom (ou le nom d'artiste).
Matsudaira Sadanobu (松平 定信, 15 janvier 1759-14 juin 1829) est un daimyo du milieu de l'époque d'Edo, renommé pour les réformes financières qui ont sauvé le domaine de Shirakawa, et les réformes similaires qu'il a mises en œuvre au cours de son mandat de rōjū (conseiller ancien) (rōju shuza ; 老中首座) du shogunat Tokugawa, de 1787 à 1793.

## Jeunesse
Sadanobu naît au château d'Edo le 15 janvier 1759 au sein de la branche Tayasu de la maison Tokugawa. Les Tayasu sont un des gosankyō, la plus élevée des branches de cadets mineures de la famille du shogun, qui portent encore le nom de Tokugawa (au lieu des branches de cadets qui portent le nom de famille Matsudaira).
Son père est Tayasu Munetake, fils du huitième shogun réformateur Tokugawa Yoshimune. La maison Tayasu se tient à l'écart des autres branches de cadets résidant au château d'Edo, mène un mode de vie plus austère, suivant l'exemple de Yoshimune selon les mots de Munetake, l'éloge de l'esprit viril ( masuraoburi), par opposition à l'esprit féminin (taoyameburi). Elle s'est également mise à part des autres branches en raison de son histoire d'ambition politique contrecarrée. Munetake, le fondateur, qui espérait devenir l'héritier de son père, est dépassé au profit d'Ieshige, le fils aîné de Yoshimune. En conséquence, Sadanobu grandit à partir d'un très jeune âge avec l'espoir d'être placé comme l'héritier shogunal. Son éducation est très complète, accomplie selon les critères de Confucius et, adolescent, Sadanobu a déjà lu et mémorisé beaucoup de canons confucéens. Tandis qu'il mûrit, un autre fardeau entrave le succès de Sadanobu car plusieurs membres de la maison Tayasu meurent jeunes. D'autres tentatives sont faites par la famille pour placer Sadanobu comme prochain héritier shogunal, mais elles sont contrecarrées par la clique politique de Tanuma Okitsugu, qui dispose alors du pouvoir en tant que chef rōjū.

## Carrière
Après la dernière tentative ratée d'adoption par le shogun, Sadanobu est adopté par Matsudaira Sadakuni, chef de l'une des maisons Hisamatsu-Matsudaira (autre branche cadette des Tokugawa), à la tête du domaine de Shirakawa dans le sud de la province de Mutsu (d'une valeur estimée à 110 000 koku), puis lui succède à la fin de 1783 en raison d'une longue maladie de son beau-père. Il est immédiatement confronté à la situation économique désastreuse de son domaine : des 110 000 koku qu'il est censé être en mesure de produire, 108 600 sont signalés « perdus ». Sadanobu travaille sans relâche pour corriger la situation économique de Shirakawa et ramène finalement ses finances et son agriculture à la stabilité. Ces réformes, conjuguées à des manœuvres politiques continues de Sadanobu, lui apportent la renommée et il est nommé conseiller en chef du shogunat à l'été 1787 ainsi que régent du 11e shogun Tokugawa Ienari au début de l'année suivante.
Cette période de renforcement par Sadanobu du régime Tokugawa déjà chancelant est connu comme les réformes Kansei. Sa politique peut ainsi être interprétée comme une réponse réactionnaire aux excès de son prédécesseur sous le shogun Ieharu. Il restaure les finances du shogunat dans une certaine mesure et connaît un certain succès dans le sauvetage de sa réputation. Cependant, après l'« incident Title » et la visite d'Adam Laxman, la crédibilité et la popularité de Sadanobu sont de plus en plus critiquées dans la bureaucratie Tokugawa. Fidèle à la suggestion émise dans son autobiographie que « l'on doit prendre sa retraite avant que le mécontentement s'installe », il démissionne.

## Talent littéraire
En dehors de ses réformes politiques, Sadanobu est aussi connu comme écrivain et moraliste, travaillant sous le nom de plume Rakuō (楽翁). Parmi ses textes notables figurent Uge no Hitokoto, Tōzen Manpitsu, Kanko-dōri, Kagetsutei Nikki, Seigo et Ōmu no Kotoba entre autres. Quelque temps après sa mort, on découvre qu'il a écrit un texte satirique parodiant la vie de daimyo, intitulé Daimyō Katagi. Les chercheurs sont depuis quelque peu surpris par cette découverte car le texte tombe dans la catégorie des gesaku, auxquels Sadanobu était officiellement opposé.

## Fin de vie
Bien que Sadanobu a démissionné de son poste au sein du conseil supérieur, il continue à suivre les affaires politiques, et reste en particulier en contact étroit avec Matsudaira Nobuaki (son successeur au conseil supérieur) ainsi qu'avec Hayashi Jussai, le recteur de l'université du shogunat qu'il a personnellement installé dans cette position. Au cours de ces quelques dernières années de son règne au domaine de Shirakawa, il est également impliqué dans les questions de défense nationale et est nommé responsable de la sécurité sur la péninsule de Bōsō en 1810 en compagnie de Matsudaira Katahiro d'Aizu. En matière domaniale, Sadanobu continue à se consacrer aux réformes qu'il a établies ainsi qu'à l'éducation. Il abandonne la place de chef de famille en 1819 et son fils Sadanaga lui succède. Sadanobu meurt en 1829, et, selon sa volonté, son fils demande à la famille Yoshida à Kyoto de lui accorder le titre déifié de Shukoku-daimyōjin. Cela est accordé en trois étapes, en 1833, 1834, et 1855. Sadanobu est consacré avec le fondateur Hisamatsu Sadatsuna, Sugawara no Michizane et deux autres personnes au sanctuaire Chinkoku-Shukoku. Ce sanctuaire possède des branches à la fois à Kuwana, où Sadanaga a été transféré, et dans l'ancien fief de Sadanobu de Shirakawa, où le sanctuaire a été construit en 1918.
Il participe par ailleurs à la rédaction du Recueil de dix sortes d'antiquités.
Itakura Katsukiyo, l'un des fils de Sadanaga, devient presque aussi célèbre que son grand-père à la fin de l'époque d'Edo en raison de ses tentatives de réforme du shogunat.

## Source de la traduction
- (en) Cet article est partiellement ou en totalité issu de l’article de Wikipédia en anglais intitulé « Matsudaira Sadanobu » (voir la liste des auteurs).